# Raquel Gutiérrez
Raquel Gutiérrez Aguilar (México, 1962) es matemática, filósofa y socióloga y activista mexicana. Es profesora de sociología e investigadora del Instituto de Ciencias Sociales y Humanidades de la Benemérita Universidad Autónoma de Puebla especializada en movimientos indígenas en América Latina, resistencia y transformación social. En la década de los 80 viajó a Bolivia donde se incorporó a la insurgencia de las comunidades aimaras y quechuas, articuladas con los movimientos sindicales. Participó en la fundación del Ejército Guerrillero Tupac Katari (EGTK) una organización político-militar principalmente aimara que operó en el altiplano boliviano entre 1986 y 1992.

## Biografía
Es hija de un médico mexicano.  Empezó a trabajar dando clases de inglés y matemáticas mientras estudiaba la carrera de matemáticas, a principios de los 80 en la Facultad de Ciencias de la Universidad Nacional Autónoma de México donde se licenció. También formaba parte del movimiento de solidaridad con la lucha de los salvadoreños del FMLN en el exilio. En la Facultad de Ciencias conoció al que fue su pareja y compañero de lucha durante 15 años, Álvaro García Linera, que años después sería elegido vicepresidente de Bolivia. 

### Activismo político y detención en Bolivia
Junto a su pareja, viajó a Bolivia en 1984 acompañando las insurgencias de las comunidades aimaras y quechuas y articulándose con sindicatos mineros y cocaleros. Fue cofundadora del Ejército Guerrillero Tupac Katari (EGTK) una organización político-militar principalmente aimara que operó en el altiplano boliviano entre 1986 y 1992.
En abril de 1992 fue detenida junto a otros miembros del EGTK, entre ellos también Álvaro García Linera, acusada de terrorismo y pasó cinco años encarcelada en el Centro de Orientación Femenina de Obrajes en La Paz. Durante su detención fue obligada a firmar una declaración bajo tortura al igual que otros de sus compañeros. En 1995 un informe de la Comisión de Derechos Humanos de la Cámara de Diputados de Bolivia comprobó que “fueron obligados mediante tortura a auto-incriminarse”. A pesar de este reconocimiento no fueron liberados y su proceso continuó paralizado. Como protesta, en septiembre de 1995 Raquel Gutiérrez realizó una huelga de hambre durante 10 días.
Durante su encierro se dedicó a la reflexión y la escritura. Allí escribió ¡A desordenar! Por una historia abierta de la lucha social.
Fueron liberados en abril de 1997 tras cinco años de cárcel, sin haber sido juzgados y sin haberse podido probar las acusaciones por las que fueron encarcelados.
Tras salir de prisión fue profesora de Sociología de la Universidad Mayor de San Andrés momento en el que reflexionó en torno a la condición femenina. Fue cofundadora del grupo Comuna en La Paz, Bolivia, en 1998, un grupo de intelectuales de izquierda en el que participaron Linera, Tapia y Prada.
En el 2000 fue participante del levantamiento popular-comunitario conocido como Guerra del Agua en Cochabamba.

### Regreso a México
En 2001, regresó a México. En 2005, contribuyó a la fundación del Centro de Estudios Andinos y Mesoamericanos (CEAM, A.C.) en México y en Bolivia y, entre 2007 y 2012, co-organizó el Espacio autónomo para la reciprocidad, Casa de Ondas (primera temporada) en la Ciudad de México.
También se dedicó a escribir su tesis de doctorado sobre el levantamiento y movilización indígena, campesina y obrera en Bolivia (2000-2005) que se convertiría en su obra más conocida Los ritmos del Pachakuti (México, D.F., 2009). Como investigadora en la Universidad Autónoma de Puebla y en la UNAM, ha estudiado y documentado con especial atención los procesos de asambleas constituyentes del continente, comparando los casos de Ecuador y Bolivia.
En 2010 apoyó el experimento editorial autónomo Pez en el Árbol.
En 2016 publicó el libro Horizontes comunitario-populares. Producción de lo común más allá de las políticas estado-céntricas en el que reúne diversos artículos producidos de 2011 a 2015.
En junio de 2017 regresó a La Paz para participar en una acción en la calle con el colectivo anarco-feminista Mujeres Creando y agradecer el apoyo de este grupo y de María Galindo a la huelga de hambre que realizó en 1997 y recordar frente al antiguo Palacio de Justicia el Habeas Corpus que el 25 de abril de 1997 la dejó en libertad luego de permanecer 5 años en la cárcel acusada de terrorismo.

## Vida personal
Estuvo casada con Álvaro García Linera. Se conocieron en la década de los '80, cuando eran estudiantes de matemáticas en la Universidad Autónoma de México.

## Homenajes
La canción Raquel interpretada por el artista boliviano Grillo Villegas está inspirada en ella y fue escrita por el intérprete y poeta Oscar García.

## Publicaciones
- ¡A desordenar! Por una historia abierta de la lucha social (La Paz, Bolivia, 1995)
- Desandar el laberinto. Introspección en la feminidad contemporánea (La Paz, Bolivia, 1999)
- Los ritmos del Pachakuti. Movilización y levantamiento indígena-popular en Bolivia (2000-2005) (México, D.F., 2009).
- Rhythms of the Pachakuti: Indigenous Uprising and State Power in Bolivia. 2014[11]
- También, junto a Fabiola Escárzaga y otros ha compilado tres volúmenes de Movimiento indígena en América Latina: resistencia y transformación social (México D.F., 2005, 2006 y 2014).
- Horizontes comunitario-populares. Producción de lo común más allá de las políticas estado-céntricas. Traficantes de Sueños, (2016)